# 甘肃省历史文化名镇
甘肃省历史文化名镇由甘肃省政府公布。
第一批：2006年公布，共11个镇
- 甘南藏族自治州临潭县新城镇（2008年升格为第四批中国历史文化名镇）
- 兰州市榆中县青城镇（升格为第三批中国历史文化名镇）
- 庆阳市华池县南梁镇
- 天水市武山县滩歌镇
- 兰州市永登县连城镇（升格为第三批中国历史文化名镇）
- 天水市秦安县陇城镇（2008年升格为第四批中国历史文化名镇）
- 武威市古浪县大靖镇（升格为第三批中国历史文化名镇）
- 甘南藏族自治州碌曲县郎木寺镇
- 平凉市灵台县朝那镇
- 定西市通渭县榜罗镇
- 陇南市文县碧口镇